# Rudolf Beckmann
Rudolf Beckmann (* 24. März 1903 in Münster; † 30. Mai 1992 in Nordhorn) war ein deutscher Unternehmer und Politiker.

## Leben und Beruf
Der Sohn des Münsteraner Likörfabrikanten und Kaufmanns Wilhelm Beckmann besuchte das Gymnasium Paulinum und das Briloner Petrinum, wo er Ostern 1923 sein Abitur ablegte. Von 1923 bis 1926 folgte ein Jurastudium in Münster und Freiburg. Er wurde Mitglied der katholischen Studentenverbindung KStV Markomannia Münster und KStV Rheno-Palatia Freiburg. Im November 1926 legte Beckmann sein Referendarexamen in Hamm ab, studierte aber weiter in Würzburg, wo er im Juni 1929 promovierte. Daneben vervollständigte er seine juristische Ausbildung. Es folgte im Mai 1930 das Assessorexamen in Berlin. 
Der Jurist arbeitete von 1930 bis 1931 als Assessor in der Funktion eines Justiziars bei der Landesbank in Münster, anschließend bis 1933 im Finanzdezernat. Bis 1934 war Beckmann dann bei der Provinzial-Feuersozietät Westfalen tätig. 1934 wurde er zur Landesversicherungsanstalt Westfalen versetzt, wo er zum Landesverwaltungsrat befördert wurde. Politisch stand er auf dem Boden der rechtsliberalen Deutschen Volkspartei. Beckmann gab am 1. Januar 1936 die juristische Karriere auf und trat einen Monat später infolge verwandtschaftlicher Beziehungen seiner Ehefrau als Geschäftsführer in die Spinnerei und Weberei B. Rawe & Co. ein. Das von Bernard Rawe (1864–1950) 1888 gegründete Unternehmen hatte die Weltwirtschaftskrise ökonomisch gut überstanden und beschäftigte 1933 über 1200 Mitarbeiter in Nordhorn. Im nachfolgenden wirtschaftlichen Aufschwung expandierte das Unternehmen stark. Neben insolventen Nordhorner Betrieben kamen auch Werke aus Rheda, Metelen, Castrop-Rauxel, Enger und schließlich aus der Nähe von Wien zum wachsenden Unternehmen hinzu. Im Oktober 1937 waren im Nordhorner Werk 1570 Menschen beschäftigt, womit Rawe die kleinste der drei großen örtlichen Textilfabriken war. Als Prokurist sammelte Beckmann bis 1938 berufliche Erfahrungen in der neuen Branche, dann wurde er persönlich haftender Mitgesellschafter und Geschäftsführer.
Hauptberuflich kümmerte sich Beckmann nach 1945 zunächst um den Wiederaufbau, dann um das Überleben der Textilfabrik B. Rawe GmbH & Co, deren Geschicke er von 1938 bis zum Dezember 1972 als Geschäftsführer und Hauptgesellschafter wesentlich mitbestimmte. Die Textilfabrik beschäftigte 1950 in verschiedenen Zweigwerken in Westfalen rund 3600 Arbeitskräfte, bis 1963 stieg die Anzahl auf rund 6000 Mitarbeiter. 
Als führender Unternehmer Nordhorns spielte Beckmann auf Arbeitgeberseite auch beim großen sechswöchigen Nordhorner Textilarbeiterstreik von 1953 eine maßgebliche Rolle. Ein Höhepunkt seiner Tätigkeit war die große Feier zum 75-jährigen Bestehen des Unternehmens Rawe im September 1963, an der u. a. der Regierungspräsident und namhafte Vertreter der Landes- und Bundesregierung teilnahmen. Das Unternehmen hatte seinerzeit in Nordhorn und in 14 Außenstellen über 6000 Beschäftigte und gehörte in seinem Geschäftszweig zu den bedeutendsten Betrieben Europas. Den Mitte der 1960er Jahre einsetzenden Schrumpfungsprozess der deutschen Textilindustrie überstand die Firma, musste jedoch den wandelnden Marktbedingungen Rechnung tragen und sich von einigen Geschäftsfeldern trennen, die gegenüber der Konkurrenz aus Übersee nicht mehr überlebensfähig waren. 1988 war die Zahl der Mitarbeiter auf 1350 zurückgegangen. Von 1950 bis 1973 war er Präsident der Industrie- und Handelskammer Osnabrück-Emsland-Grafschaft Bentheim.
1972 schied Beckmann aus der aktiven Unternehmenspolitik aus, blieb allerdings bis 1989 Hauptgesellschafter des Unternehmens, das in den 1990er Jahren als einzige der großen Nordhorner Textilfabriken – allerdings mit dem Verlust von Arbeitsplätzen, mit staatlicher Förderung und mit Hilfe eines Anschlusses an den Wisser-Konzern – wirtschaftlich überleben konnte. Letztlich musste aber 2001 auch dieses traditionsreiche Werk aufgeben.

## Öffentliche Ämter
Nach dem Einmarsch der alliierten Truppen in die Grafschaft Bentheim wurde Beckmann, der in den letzten Tagen der NS-Herrschaft die befohlene Zerstörung Nordhorns, besonders der Industrie, mitverhindert hatte, am 20. April 1945 von der britischen Militärregierung zum Landrat der Grafschaft und am 21. April zugleich zum Nordhorner Bürgermeister ernannt. In diesen Funktionen setzte er den Wiederaufbau der Stadt und deren demokratischer Verwaltung in Gang. Doch legte er bereits am 30. Juni 1945 das Amt des Bürgermeisters aus Zeitgründen nieder. Beckmann organisierte den von den Briten befohlenen Umzug der Kreisverwaltung von Bentheim nach Nordhorn, wo auch die britische Militärverwaltung ihren Standort aufgeschlagen hatte. Er erreichte, dass die Nordhorner Textilindustrie nicht demontiert wurde, sondern als erste ihrer Branche in Deutschland wieder die Arbeit aufnehmen konnte. 
Im Dezember 1945 wurden die Aufgaben des Landrats geteilt und die Briten stellten ihn vor die Wahl, entweder das neue Amt des ehrenamtlichen politischen Landrats oder den Posten des hauptamtlichen Oberkreisdirektors einzunehmen. Beckmann entschied sich in der Kreistagssitzung vom 3. Dezember 1945 für das Amt des Landrats und gründete mit Unterstützung der heimischen Textilindustrie ein Textilbüro beim Landrat. Dieses besorgte mit Erfolg Aufträge für die Grafschafter Textilindustrie von den Alliierten und kümmerte sich um die Beschaffung ausländischer Rohstoffen und Maschinenersatzteilen.
Das Amt des Landrats übertrug ihm auch der erste frei gewählte Grafschafter Kreistag von 1946. Nachdem sich erste parteipolitische Gruppen im Bentheimer Land gebildet hatten, schloss sich Beckmann der neuen Christlich-Demokratischen Union Deutschlands (CDU) an. Als deren Parteimitglied wurde er im Oktober 1947 als Landrat wiedergewählt. Die Konsolidierung seiner Position – die „Niedersächsische Landespartei“ und SPD hatten sich im Vorjahr bei seiner Wiederwahl noch der Stimme enthalten – hatte viel mit seiner führenden Rolle bei der Zurückweisung niederländischer Gebietsansprüche zu tun, wobei er diese Tätigkeit nach seiner Wiederwahl noch intensivierte. Beckmann übte die Funktion als Grafschafter Landrat bis zum 27. November 1948 aus. An diesem Tag legte er sowohl das Amt des Landrats als auch sein Kreistagsmandat nieder, um sich verstärkt anderen politischen Aufgaben und dem Wiederaufbau der Firma Rawe zu widmen.
Als Grafschafter Landrat wurde Beckmann mit den drängenden Problemen des angespannten deutsch-niederländischen Verhältnisses konfrontiert. Als Kompensation für die gewaltigen materiellen Schäden, die die Deutschen im Krieg in den Niederlanden verursacht hatten, wurden bei den westlichen Nachbarn nicht nur Stimmen laut, die die Annexion großer Teile des Grenzgebiets forderten, sondern es wurde sogleich von den alliierten Militärbehörden verfügt, dass die deutschen Grenzbewohner entlang einer Sperrzone die Gebiete zu räumen hatten. Infolge der engen familiären Beziehungen über die Staatsgrenze hinweg besaßen zahlreiche deutsche Landwirte Grund und Boden in den Niederlanden wie auch umgekehrt Niederländer in Deutschland. Als sofortige Reaktion auf die von den Deutschen verursachten Kriegsschäden in den Niederlanden wurden diese sogenannten Traktatländer der Deutschen, also der Besitz deutscher Bauern auf der niederländischen Seite der Grenze, ersatzlos beschlagnahmt. Der Begriff Traktatländer stammt vom Meppener Grenztraktat von 1824, einem Vertrag zwischen dem Königreich Hannover und dem Königreich der Niederlande, der sich auch mit diesen Eigentumsfragen beschäftigte.
Beckmann betätigte sich als Initiator der deutschen Opposition gegen die niederländischen Gebietsforderungen und rief dazu den „Bentheimer Grenzlandausschuß“ ins Leben. An der Gründung in der ehemaligen Grafschafter Kreisstadt nahmen die betroffenen Regierungspräsidenten, Vertreter von 16 Landkreisen aus den Bundesländern Niedersachsen und Nordrhein-Westfalen sowie Delegierte der Stadt Emden teil. Auf der Gründungsversammlung am 12. Februar 1947 wurde die sogenannte Bentheimer Erklärung verabschiedet, die die niederländischen Wünsche nach einer Grenzkorrektur zurückwies und die Rückgabe der Traktatländereien forderte. Zur Unterstützung des „Bentheimer Grenzlandausschusses“ tagte auf Wunsch Beckmanns das niedersächsische Kabinett demonstrativ im Bentheimer Land. Auch die nordrhein-westfälische Landesregierung unterstützte den „Grenzlandausschuß“. 
Letztlich wurde die Zurückweisung niederländischer Gebietsforderungen erreicht. Niedersachsen verlor 1949 nur noch 189 ha an die Niederlande, hauptsächlich aus der Grafschaft Bentheim, die 160 ha mit zwei Bauernhöfen und sechs Bewohnern abzutreten hatte. Insgesamt sprachen die Alliierten im April 1949 den Niederländern 23 Gebietsteile mit ca. 68 km² zu, in denen ungefähr 9.600 Menschen lebten. Jedoch konnten die niederländischen Gebietsforderungen von den involvierten Landkreisen dazu genutzt werden, verstärkt öffentliche Mittel für das bislang vernachlässigte Grenzland einzuklagen. 
Nachdem bereits 1950 abzusehen war, dass die weitreichenden niederländischen Annexionsforderungen, nicht durchsetzbar waren, konzentrierte sich die Tätigkeit des „Grenzlandausschusses“ vornehmlich auf die Frage des Traktatlandes und der bereits annektierten Ländereien bzw. auf eine Wiedergutmachung für die betroffenen deutschen Besitzer. 1960 entschlossen sich die Niederlande, mittels eines deutsch-niederländischen Ausgleichsvertrags, der 1963 in Kraft trat, zur Rückgabe von 94 Prozent des 1949 annektierten Gebiets. Den ehemaligen Eigentümern der Traktatländer wurde ein Rückkauf derjenigen Flächen angeboten, die sich noch in staatlichem Besitz befanden. Nach weitgehend erfolgreicher Arbeit löste sich der „Bentheimer Grenzlandausschuß“ unter der Leitung Beckmanns schließlich am 12. Februar 1964 auf.

## Ehrungen
Der Einsatz des Unternehmers für die deutsch-niederländische Versöhnung wurde auf holländischer Seite im Februar 1961 mit der Ernennung zum niederländischen Konsul in Osnabrück honoriert. 
Überdies war Beckmann Träger des Großen Verdienstkreuzes (Juni 1953) mit Stern (1967) und Schulterband (1973) der Bundesrepublik Deutschland, des Großen Verdienstkreuzes des Niedersächsischen Verdienstordens (Mai 1963), Inhaber der Landesmedaille des Landes Niedersachsen (Februar 1964) und der Goldenen Stüvemedaille (März 1968) sowie Commandeur in de Orde van Oranje-Nassau (November 1968).

## Veröffentlichungen
- Der Begriff und die Stellung des Erbschaftsbesitzers bei der Erbschaftsklage. (= rechts- und staatswissenschaftliche Dissertation Würzburg 1929), Münster 1929.
- Der Landrat spricht. In: Heinrich Specht (Hrsg.), Bentheimer Jahrbuch 1946 (= Das Bentheimer Land Bd. 29), Osnabrück/Paderborn 1946, S. 12–19.
- 10 Jahre Bentheimer Grenzausschuß. In: Herbert Asche, 10 Jahre Bentheimer Grenzausschuß, o. O. (1957), S. 6–18.
- Pflege der Beziehungen zwischen der Bundesrepublik und den Niederlanden. In: Herbert Asche, 10 Jahre Bentheimer Grenzausschuß, o. O. (1957), S. 29–30.
- Lage und Entwicklung der gewerblichen Wirtschaft im Kreise Grafschaft Bentheim. In: Jahrbuch des Heimatvereins der Grafschaft Bentheim 1959 (= Das Bentheimer Land Bd. 49), (Bentheim o. J.), S. 57–62.
- Rechenschaftsbericht des Vorsitzenden des Bentheimer Grenzlandausschusses. Konsul Dr. Rudolf Beckmann, anläßlich der Schlußsitzung des Ausschusses am 12. Februar 1964 in Bentheim, in: Jahrbuch des Heimatvereins der Grafschaft Bentheim 1965 (= Das Bentheimer Land Bd. 58), Bentheim o. O., S. 171–182.
- Das „Problemgebiet“ Emsland verdient besondere Aufmerksamkeit. In: Niedersächsische Wirtschaft Jg. 45 Heft 6/7, 1965, S. 538–540.